# Hapalomelus flavipes
Hapalomelus flavipes är en insektsart som beskrevs av Stsl 1855. Hapalomelus flavipes ingår i släktet Hapalomelus och familjen sporrstritar. Inga underarter finns listade i Catalogue of Life.